# Bellecombe (Lyon)
Pour les articles homonymes, voir Bellecombe (homonymie).
Bellecombe est le nom du quartier qui forme la partie orientale du 6e arrondissement de Lyon. Il est limité du reste de l'arrondissement à l'ouest par la voie ferrée et au nord-est par la commune de Villeurbanne. Le cours Lafayette le sépare du 3e arrondissement. 2 collèges, un gymnase et un cinéma situés dans le quartier portent également ce nom.

## Patrimoine
L'église paroissiale : au cœur du quartier s'élève l'église Notre-Dame de Bellecombe, église lumineuse et colorée. Elle est le centre de la paroisse Notre-Dame de Bellecombe.

## Transports
Le quartier est desservi par la gare SNCF de la Part-Dieu qui offre des correspondances avec la ligne B du métro et avec plusieurs lignes de tramway. La (ligne 1 et ligne 4) du tramway traversent le quartier. La station Charles-Hernu du métro (lignes A et B) est située à proximité immédiate au Nord.